# 양해남
양해남(梁海南, 1965년~)은 충남 금산에서 태어난 시인, 사진가, 평론가, 수집가이다.

## 작가로서의 활동
그는 금산의 시동인지 「좌도시(左道詩)」에서 20년 이상 활동하고 있는 시인이다. 그의 작품 중 대중적으로 알려진 것은 장사익의 첫 음반 《하늘가는 길》에 실리기도 한 “꽃”이다.
자연과 사람을 담는 다큐멘터리 사진작업도 꾸준히 하여 1993년 첫 개인 사진전을 시작으로 네 차례의 개인전을 가졌다. 2004년에는 전미조경가협회(ASLA)로부터 조경 사진가상을 받기도 했다. 두 권의 사진 작품집 《공간의 발견》(1997/금산문화원), 《우리 동네 사람들》(2003/연장통)을 발간하였고 몇 편의 단편영화와 다큐멘터리를 만드는 작업도 하였다.

## 비평, 수집가로서의 활동
음악 비평가로 그는 1995년부터 현재까지 오디오 전문잡지 「하이파이저널」에서 오디오 평론 및 재즈와 월드뮤직, 대중음악 평론을 하고 있다. <양해남의 진검승부>라는 칼럼이 대표적이며 그 외에도 다수의 매체에 기고하였다. 그는 희귀음원을 다량보유하고 있다고 알려져 있으며 2009년부터는 대전교육연수원에서 대중음악 강사로 활동 중이다.
그는 영화 관련 물품 수집가로서 가장 유명하다. 한국영화포스터 5천여 점, 16mm필름 8백여 점, 기타자료 200여점을 소장하고 있다. 관련하여 1997년 광주비엔날레 특별전 <일상, 기억 그리고 역사展>을 시작으로 1998년에는 “대한민국 50년 <우리들의 이야기(예술의 전당 한가람미술관)>” 전시에서 영화 부문전시에 참가하였고, 대종상영화제, 국립민속박물관 특별전등 여러 차례의 한국영화자료 전시에 참가하였다. 또한 포스터로 읽는 한국영화라는 주제를 가지고 방송출연과 특별강의를 하고 있는 중이다. 2007년에는 한국영화 포스터 도록 《포스터로 읽는 우리영화 삼십년》(1950-1980/ 열화당)의 발간과 더불어 파주 출판단지 갤러리 지지향에서 “문학에서 피어나는 영화”展을 개최하기도 하였다.
2009년 3월 다음커뮤니케이션과 함께 1950년부터 1980년까지의 한국영화포스터 2천여 점을 웹상에 공개하였다. 그 안에는 <흥부와 놀부> <대괴수 용가리> <자유부인> <영자의 전성시대> 등이 포함되어 있으며, 그 중 1천여 점은 국내 유일본으로 알려져 있어 더욱 눈길을 끈다.